# Deutscher Kinderhörspielpreis
Der Deutsche Kinderhörspielpreis ging aus dem terre-des-hommes-Kinderhörspielpreis hervor, den das entwicklungspolitische Kinderhilfswerk seit 1985 vergeben hatte. Als 1994 aufgrund finanzieller Schwierigkeiten die Einstellung des renommierten Preises drohte, führten die Filmstiftung NRW und die Stadt Wuppertal den Preis unter neuem Namen fort. Heute sind die Filmstiftung NRW und die ARD gleichberechtigte Träger des Preises, unterstützt von der Stadt Wuppertal. Der Deutsche Kinderhörspielpreis wird seit 2006 jährlich im Rahmen der ARD Hörspieltage vergeben und ist mit 5000 Euro dotiert (Stand 2021). Parallel dazu vergibt eine Kinderjury den Kinderhörspielpreis der Stadt Karlsruhe.

## Preisträger

### Terre des Hommes-Kinderhörspielpreis
- 1985 Jacke von Margarete Jehn. Musik: Helmut Cromm. Regie: Christian Gebert (hr)
- 1986 Essen Bananen gerne Kuchen? von Axel Scheibchen. Regie: Hein Bruehl (WDR)
- 1986 (Hörempfehlung) Wird es nicht unglaublich erscheinen, wie wir hier gelebt haben? Das Tagebuch der Anne Frank von Marei Obladen. Musik: Alfred Newman. Regie: Jörg Jannings (RIAS)
- 1986 (Hörempfehlung) Sonntagskind von Gudrun Mebs. Regie: Manfred Brückner (WDR)
- 1987 Assars Abenteuer im Menschenland von Margarete Jehn, Musik: Wolfgang Jehn, Regie: Christian Gebert (RB/SFB)
- 1987 Jozia, die Tochter der Delegierten oder Die heilige Johanna der Wohnküche von Lothar Trolle. Regie: Karlheinz Liefers (DDR)
- 1988 Ein Tagebuch wird verbrannt von Maria Seidemann, Regie: Karlheinz Liefers
- 1988 Lobende Erwähnung: So einen wie mich kann man nicht von den Bäumen pflücken, sagt Buster nach Bjarne Reuter von Marei Obladen, Regie: Ulrike Brinkmann (RIAS)
- 1988 Wie der Löwe den Igel gesund gemacht hat nach Eva Polak von Rieke Müller-Kaldenberg, Regie: Hans Peter Bögel (SDR)
- 1989 Anna Paula Faltenwurf – die Hose mit dem Groschen zuviel von Axel Scheibchen, Regie: Hein Bruehl (WDR)
- 1989 Klettermaxi nach Helmut Walbert von Rieke Müller-Kaldenberg, Regie: Hartmut Kirste (SDR)
- 1989 Sauwetterwind von Albert Wendt, Regie: Ulf Becker (WDR)
- 1990 Ikaros von Harald Gerlach, Regie: Norbert Speer (DDR 1984; damals verboten)
- 1990 Jenny Ratz und das Glück der Schweine von Margarete Jehn, Musik: Wolfgang Jehn, Regie: Christian Gebert (hr/RB/SR/SDR)
- 1991 Das Dreivierteljahr des David Rubinowitz oder Requiem auf einen Jungen der nicht Radfahren lernte von Lothar Trolle, Regie: Karlheinz Liefers (Funkhaus Berlin/hr)
- 1992 Hans Eierkuchen von Rolf Gozell, Regie: Wolfgang Rindfleisch (DSK)
- 1993 Motzarella und der Geburtstagsdrache von Rudolf Herfurtner, Regie: Burkhard Ax (WDR/BR)

### Deutscher Kinderhörspielpreis
- 1994 Fritz Mikesch: Gabriele in der gelben Zeit, Musik: Werner Durand, Regie: Ursula Weck (DeutschlandRadio Berlin)
- 1996 Hans Zimmer: Gestrandet vor Guadeloupe, Musik: Norbert Garz, Regie: Klaus-Michael Klingsporn (DeutschlandRadio Berlin/WDR)
- 1998 Sebastian Goy: Frau Holle auf Reisen, Regie: Götz Fritsch (hr)
- 2000 Rolf Gozell: Prinzessin Maria vom Meere, Regie: Wolfgang Rindfleisch (DeutschlandRadio Berlin)
- 2000 Maria Blumencron: Pflaume mit Salz, Regie: Claudia Maria Leist (WDR)
- 2002 Hartmut El Kurdi: Angstmän, Musik: Lexa Thomas. Regie: Klaus-Michael Klingsporn (DeutschlandRadio Berlin)
- 2004 Stefan Hardt (Regie und Text): Einfach Schnickschnack, nach Daniil Charms (hr, Redaktion: Liermann)
- 2004 Kinderjurypreis: Gabriele Neumann: Mascha und Mucks, die Mäuseprinzessin; Regie: Karlheinz Liefers (DeutschlandRadio Berlin)
- 2006 Ulrich Hub: An der Arche um acht, Regie: Andrea Getto (hr/NDR)
- 2007 Robert Schoen (Bearbeitung und Regie): Wie die Bären einst Sizilien eroberten, nach dem Roman von Dino Buzzati,(SWR), (eingereicht vom Bearbeiter)
- 2008 Volker Präkelt: Die abenteuerliche Welt der Piraten (eingereicht von der Hörverlag)
- 2009 Maja Nielsen: Feldpost für Pauline, Regie: Axel Pleuser, (WDR), (eingereicht von der Autorin)
- 2010 Cornelia Neudert: Der Dschinn aus dem Ring, Regie: Bernhard Jugel (BR), (eingereicht von der Autorin)
- 2011 Thilo Reffert: Nina und Paul,[1] Regie: Judith Lorentz (DKultur)
- 2012 Milena Baisch: Anton taucht ab, Regie: Maidon Bader (SWR/WDR), (eingereicht vom Verlag der Autoren)
- 2013 Max Urlacher: Märchentherapie,[2] Regie: Angeli Backhausen, (WDR), (eingereicht vom Autor)
- 2014 Peter Jacobi: Tyrannosaurus Max,[3] Regie: Judith Lorentz (Deutschlandradio Kultur), (eingereicht vom Autor)
- 2015 Zoran Drvenkar: Magdeburg hieß früher Madagaskar, Regie: Klaus-Michael Klingsporn (Deutschlandradio Kultur), (eingereicht vom Verlag)
- 2016 Silke Seibold: Gib's zurück!, Komposition: Peter Kaizar, Regie: Kirstin Petri (SWR), (eingereicht vom Sender)
- 2017 Angela Gerrits: Die Nanny-App, Komposition: Serge Weber, Regie: Hans Helge Ott (HR/BR), (Einreichung des hr)[4]
- 2018 Gudrun Hartmann: Eine Hand voller Sterne nach dem gleichnamigen Buch von Rafik Schami, Regie: Robert Schoen, Komposition: Martin Bezzola (HR/WDR)[5]
- 2019 Angela Gerrits: Eineinhalb Wunder und ein Spatz (hr und Deutschlandfunk Kultur)
- 2020 Holly-Jane Rahlens: Stella Menzel und der goldene Faden, Regie: Leonhard Koppelmann (RBB/NDR)
- 2021 Thilo Reffert: Herr der Lügen (DLF Kultur)[6]
- 2022 Hartmut El Kurdi: CLEVERGIRL (WDR)[7]
- 2023 Janine Lüttmann: Der 13. Februar (NDR)